# Nicol Bertozzi
Nicol Bertozzi (Cesena, 5 de abril de 2000) es una jugadora de voleibol de playa italiana.

## Carrera

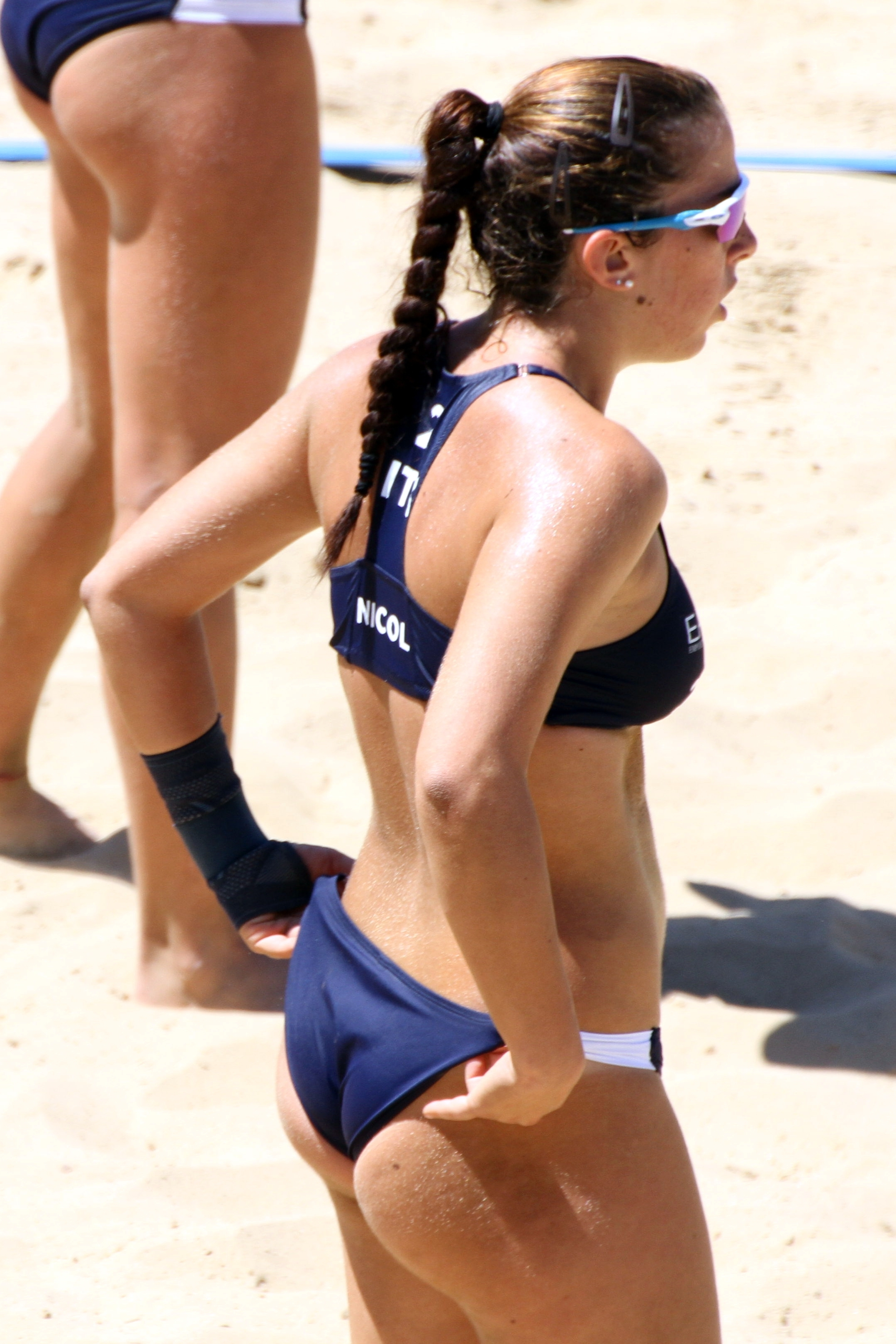
Bertozzi en los Juegos Olímpicos de la Juventud en Buenos Aires en 2018.

En 2018, Bertozzi y Claudia Scampoli compitieron en la modalidad voleibol de playa en los Juegos Olímpicos de la Juventud 2018 en Buenos Aires, primero venciendo 2-0 a Vanuatu para luego avanzar contra Romina Ediger y Giuliana Poletti de Paraguay, y luego avanzando ante María González y Allanis Navas de Puerto Rico, para finalmente conformarse con la plata tras caer en la final ante María Vorónina y María Bochárova de Rusia. Después de esto, compitió en los campeonatos italianos femeninos de playa junto a Anna Dalmazzo.